# Merzak Allouache
Merzak Allouache (arab. ‏مرزاق علواش‎; ur. 6 października 1944 w Algierze) – algierski reżyser, scenarzysta i producent filmowy. Uznawany za „najbardziej algierskiego z reżyserów w Algierii”, gdyż poświęcił wszystkie swoje filmy kulturze swojego kraju ojczystego.
Jego film Dzielnica Bab El Oued (1994) zdobył Nagrodę FIPRESCI w sekcji „Un Certain Regard” na 47. MFF w Cannes. Komedia Cześć, kuzynie! (1996) z ulubionym aktorem Gadem Elmalehem w roli głównej została oficjalnym algierskim kandydatem do Oscara dla najlepszego filmu nieanglojęzycznego.